# Cantonul Évrecy
Cantonul Évrecy este un canton din arondismentul Caen, departamentul Calvados, regiunea Basse-Normandie, Franța.

## Comune
| Comune                 | Populație (1999) | Cod poștal | Cod INSEE |
| ---------------------- | ---------------- | ---------- | --------- |
| Amayé-sur-Orne         | ...              | 14210      | 14006     |
| Avenay                 | ...              | 14210      | 14034     |
| Baron-sur-Odon         | ...              | 14210      | 14042     |
| Bougy                  | ...              | 14210      | 14089     |
| La Caine               | ...              | 14210      | 14122     |
| Curcy-sur-Orne         | ...              | 14220      | 14213     |
| Esquay-Notre-Dame      | ...              | 14210      | 14249     |
| Éterville              | ...              | 14930      | 14254     |
| Évrecy                 | ...              | 14210      | 14257     |
| Feuguerolles-Bully     | ...              | 14320      | 14266     |
| Fontaine-Étoupefour    | ...              | 14790      | 14274     |
| Gavrus                 | ...              | 14210      | 14297     |
| Goupillières           | ...              | 14210      | 14307     |
| Hamars                 | ...              | 14220      | 14324     |
| Maizet                 | ...              | 14210      | 14393     |
| Maltot                 | ...              | 14930      | 14396     |
| Montigny               | ...              | 14210      | 14446     |
| Ouffières              | ...              | 14220      | 14483     |
| Préaux-Bocage          | ...              | 14210      | 14519     |
| Sainte-Honorine-du-Fay | ...              | 14210      | 14592     |
| Saint-Martin-de-Sallen | ...              | 14220      | 14628     |
| Tourville-sur-Odon     | ...              | 14210      | 14707     |
| Trois-Monts            | ...              | 14210      | 14713     |
| Vacognes-Neuilly       | ...              | 14210      | 14721     |
| Verson                 | ...              | 14790      | 14738     |
| Vieux                  | ...              | 14130      | 14747     |